# SIMBAD
SIMBAD (the Set of Identifications, Measurements, and Bibliography for Astronomical Data) är en astronomisk databas med objekt utanför solsystemet. Den drivs av Centre de Données astronomiques de Strasbourg (CDS) i Frankrike.